# سالوات یولایف
سالوات یولایف (باشقیری: Салауат Юлай-улы؛ ۱۶ ژوئن ۱۷۵۴ – ۲۶ سپتامبر ۱۸۰۰) یک قهرمان ملی باشقیر است که در شورش پوگاچف مشارکت داشته است.